# Ferrazzano
Ferrazzano ist eine italienische Gemeinde (comune) mit 3330 Einwohnern (Stand 31. Dezember 2023) in der Provinz Campobasso in der Region Molise. Die Gemeinde liegt etwa 3 Kilometer südsüdöstlich von Campobasso.

Lage der Gemeinde
in der Provinz Campobasso

## Geschichte
Das antike Ferentium wurde 296 v. Chr. gegründet.
Die Urgroßeltern des amerikanischen Schauspielers Robert De Niro, Giovanni Di Niro und Angelina Mercurio, wanderten 1887 aus Ferrazzano in die Vereinigten Staaten ein.